# Furo (cultura giapponese)

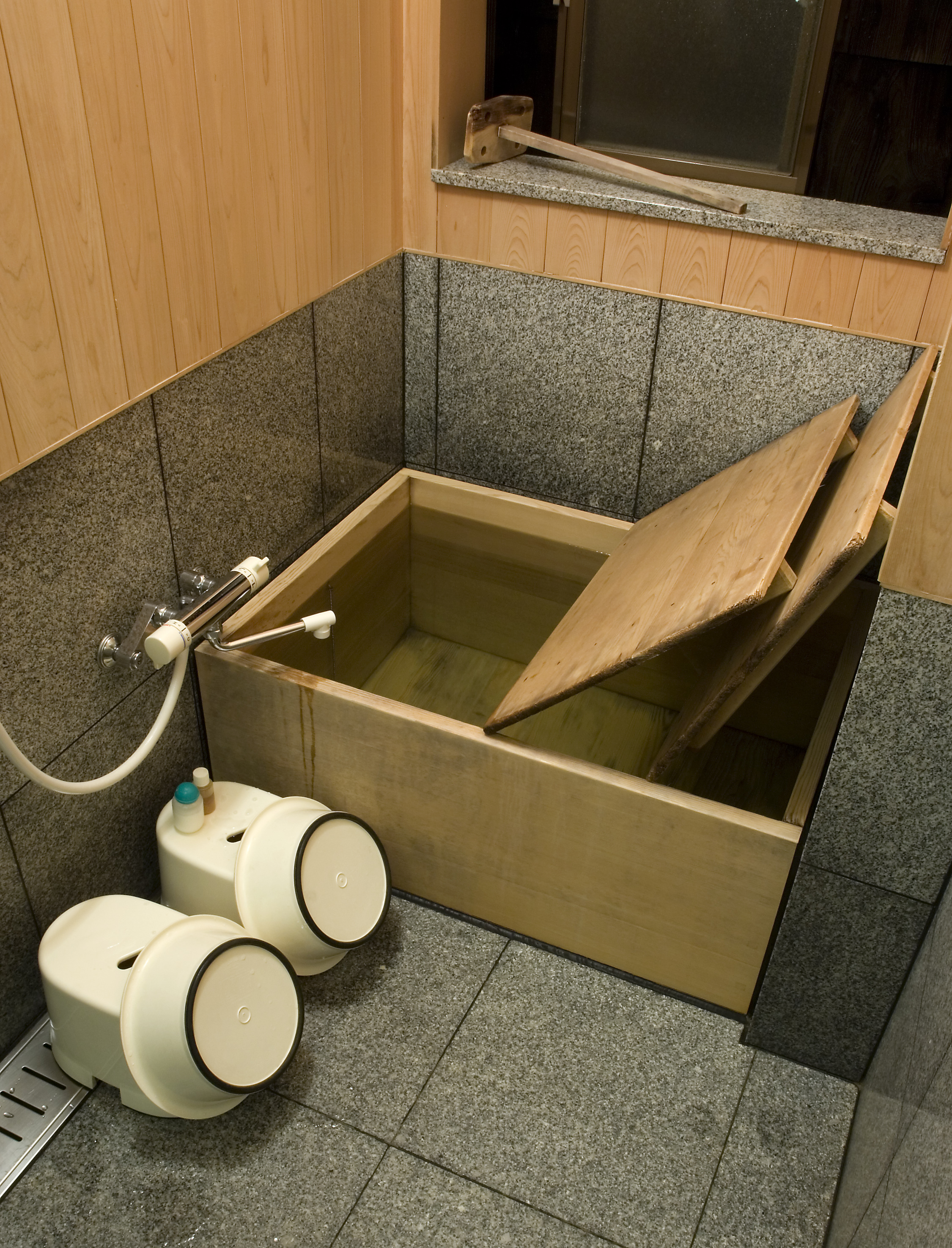
Tradizionale vasca in legno utilizzata per il furo.

Il furo (風呂?) o ofuro (お風呂? nella sua forma onorifica) è il rituale tradizionale giapponese di purificazione del corpo e dello spirito dallo stress quotidiano che consiste nell'immergersi, dopo essersi lavati, in una vasca da bagno di legno colma d'acqua calda. La stanza adibita al furo è detta furoba (風呂場?).

## Rituale

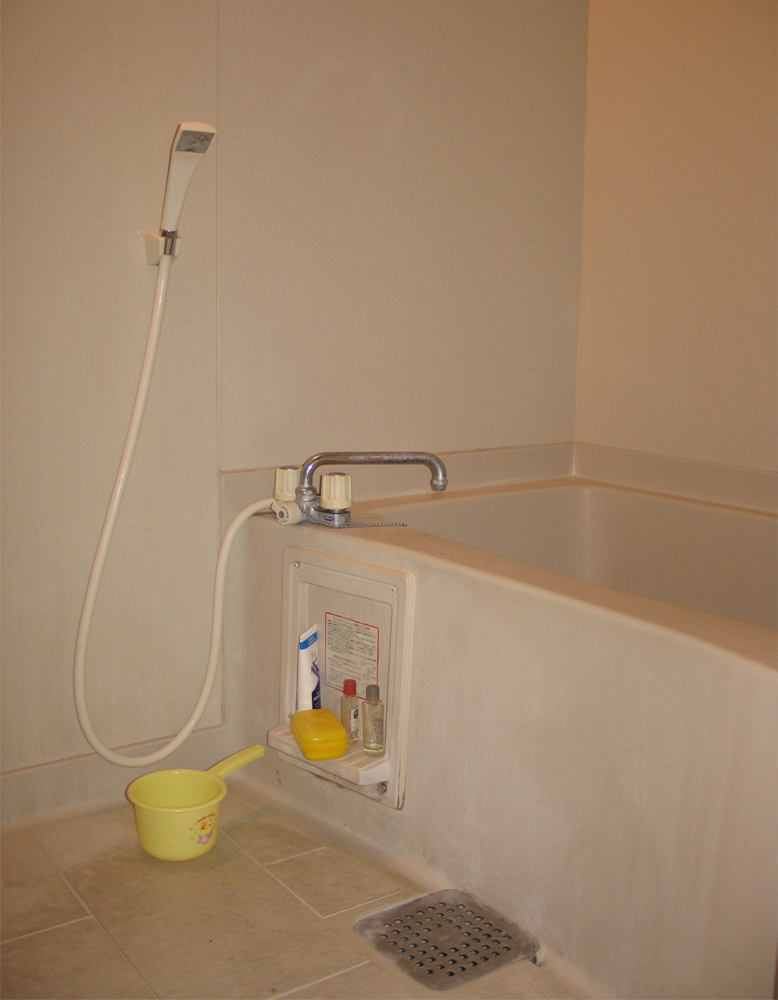
Una moderna vasca per il furo.

Il furo tradizionale utilizza una vasca di legno più compatta e profonda rispetto alle vasche comuni, colma d'acqua alla temperatura di circa 43 °C o anche più calda. Il rituale si svolge seguendo un rigido ordine gerarchico: a uno a uno i membri che compongono la famiglia entrano nella vasca utilizzando la stessa acqua; gli ospiti fanno il bagno per primi, seguiti dagli anziani, dai figli e dalla madre, che utilizza il furo per ultima in contemporanea a eventuali bambini piccoli che non sono in grado di farlo in autonomia. In altri casi, invece, è il padre ad occuparsi dei figli piccoli, e questa tradizione si protrae fino a quando essi non sono abbastanza grandi da essere in grado di fare il bagno da soli.
Si entra nella vasca perfettamente puliti: infatti occorre precedentemente lavarsi corpo e capelli prima di utilizzare il furo; ci si siede su un piccolo sgabello posto all'interno della stanza, ci si insapona e ci si risciacqua usando l'acqua di un catino (o di una doccetta, nei bagni più moderni), in modo che il sapone non entri mai in contatto con l'acqua della vasca. Quando si esce dalla vasca essa non deve essere svuotata, in quanto l'acqua verrà utilizzata da un altro membro dell famiglia; è per questo motivo che occorre essere perfettamente puliti prima di fare il bagno.
Immergersi nell'acqua calda e pulita è un modo sia per riscaldarsi, sia per rilassarsi e liberarsi dallo stress accumulato durante il giorno.

## Materiali della vasca

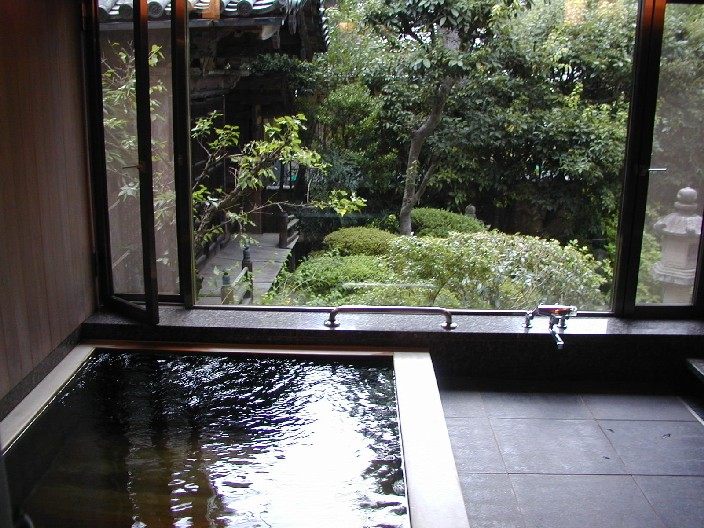
Stanza adibita al furo in un ryokan giapponese.

Benché la vasca originale utilizzata per il furo sia in pregiato legno hinoki la maggior parte dei giapponesi opta per modelli più moderni costruiti con materiali economici come il polipropilene e che necessitano anche di minor manutenzione e cura. Per il riscaldamento dell'acqua vengono utilizzati sistemi di caldaie a gas oppure scaldabagni elettrici che la miscelano prima di immetterla in modo da poterne facilmente dosare la temperatura. Nelle abitazioni tradizionali non è comunque raro trovare delle vecchie vasche in ferro riscaldate con il calore di fornaci alimentate a legna.

## Aspetti culturali
Nella maggior parte delle case giapponesi la stanza adibita alla toilette e all'espletazione dei bisogni corporali è generalmente separata dalla stanza adibita al furo, in quanto nella cultura giapponese vi è la tendenza a suddividere le aree "pulite" da quelle "non pulite", e si cerca di mantenere minimo il contatto tra queste due aree. È per questo che la stanza della toilette, essendo storicamente considerata un ambiente non pulito, viene collocata distante dalla stanza del furo, in quanto adibita all'igiene e alla pulizia del corpo.
Il furo è comune sia nelle abitazioni private, sia negli alberghi tradizionali (旅館?, ryokan), nei bagni pubblici (銭湯?, sentō) che negli onsen (温泉? che utilizzano acqua termale) dove in passato i giapponesi compievano questo rituale quotidiano in compagnia degli amici e dei vicini di casa. Fare il bagno in Giappone riveste un ruolo importante nella cultura del Paese, e va oltre la semplice igiene personale; è un aspetto legato soprattutto alla famiglia e al rapporto con la comunità.
Dalla metà del XIX secolo, con il miglioramento dell'approvvigionamento idrico, la maggior parte delle persone ha avuto la possibilità di procurarsi un proprio furo privato, anche se i sentō e gli onsen sono ancora molto popolari tra i giapponesi.